# まさかの女
「まさかの女」（まさかのおんな）は、1997年1月22日に発売された瀬川瑛子のシングルである。

## 解説
おニャン子クラブとその関連ユニットの楽曲を多く手がけた秋元康・後藤次利コンビによる楽曲。

## 収録曲
1. まさかの女 (4分31秒)
  - 作詞：秋元康、作曲・編曲：後藤次利
2. まさかの女（カラオケ） (4分32秒)
3. 雨のひと (5分2秒)
  - 作詞：里村龍一、作曲：井上かつお、編曲：丸山雅仁
4. 雨のひと（カラオケ） (4分59秒)